# John B. Goodman
John Bartlett Goodman (* 15. August 1901 in Denver, Colorado; † 30. Juni 1991 in Los Angeles County, Kalifornien) war ein US-amerikanischer Art Director und Szenenbildner, der bei der Oscarverleihung 1944 den Oscar für das beste Szenenbild erhielt.

## Biografie
Goodman begann 1934 bei Wo ist das Kind der Madeleine F.? als Szenenbildner in der Filmwirtschaft Hollywoods und war bis zum Ende seiner Laufbahn 1968 an der Herstellung von über 200 Filmen beteiligt.
Bei der Oscarverleihung 1939 war er zusammen mit Hans Dreier für Wenn ich König wär (auch König der Vagabunden, 1938) erstmals für den Oscar für das beste Szenenbild nominiert. Nach einer weiteren Nominierung 1943 zusammen mit Jack Otterson, Russell A. Gausman und Edward R. Robinson für den Schwarzweißfilm Die Freibeuterin (The Spoilers, 1942), erhielt er 1944 mit Alexander Golitzen, R.A. Gausman und Ira Webb den Oscar für das beste Szenenbild in dem Farbfilm Phantom der Oper (1943).
Zuletzt war Goodman mit Golitzen, Gausman und Webb bei der Oscarverleihung 1945 für den Oscar in der Kategorie bestes Szenenbild in dem Farbfilm The Climax (1944) nominiert.
Goodman arbeitete während seiner Karriere mit Filmregisseuren wie Alfred Hitchcock, Ted Post, Ray Enright, George Marshall, Norman Z. McLeod, Frank Lloyd, Arthur Lubin sowie George Waggner zusammen.

## Filmografie (Auswahl)
- 1932: Die Frau im U-Boot (Devil and the Deep) (mechanische Effekte)
- 1934: Wo ist das Kind der Madeleine F.? (Miss Fane's Baby Is Stolen)
- 1934: Die Glückspuppe (Little Miss Marker)
- 1934: Die gute alte Zeit (The Old Fashioned Way)
- 1934: Das ist geschenkt (It's a Gift)
- 1935: Polizeiauto 99 (Car 99)
- 1935: Männer ohne Namen (Men Without Names)
- 1936: Um den Krügerdiamanten (The Return of Sophie Lang)
- 1936: Verbrecherjagd (Murder with Pictures)
- 1937: High, Wide and Handsome
- 1937: Frisco-Express (Wells Fargo)
- 1938: Gefährliche Mitwisser (Dangerous to Know)
- 1938: Über die Grenze entkommen (The Texans)
- 1938: Wenn ich König wär (If I Were King)
- 1939: Der große Betrug (The Lady's drom Kentucky)
- 1939: Herrscher der Meere (Rulers of the Sea)
- 1940: Die Hölle der Südsee (Typhoon)
- 1940: The Howards of Virginia
- 1942: Wie ein Alptraum (Nightmare)
- 1942: Pittsburgh
- 1942: Die Freibeuterin (The Spoilers)
- 1943: Im Schatten des Zweifels (Shadow of a Doubt)
- 1943: Frankenstein trifft den Wolfsmenschen (Frankenstein Meets the Wolf Man)
- 1943: Fluch der Tempelgötter (White Svage)
- 1943: Abbott und Costello auf Glatteis (Hit the Ice)
- 1943: Das Geheimnis des Dr. Fletcher (Captive Wild Woman)
- 1943: Der Bandit des Grenzlandes (Frontier Badmen)
- 1943: Phantom der Oper (Phantom of the Opera)
- 1943: Gespenster im Schloß (Sherlock Holmes Faces Death)
- 1943: Korvette K 225 (Corvette K-225)
- 1943: Draculas Sohn (Son of Dracula)
- 1943: Das zweite Gesicht (Flesh and Fantasy)
- 1943: Die Stubenfee (His Butler’s Sister)
- 1943: Das Spinnennest (The Spider Woman)
- 1943: Unternehmen Donnerschlag (Gung Ho!)
- 1944: Ali Baba und die vierzig Räuber (Ali Baba and the Forty Thieves)
- 1944: Zeuge gesucht (Phantom Lady)
- 1944: Die Schlangenpriesterin (Cobra Woman)
- 1944: Die Kralle (The Scarlet Claw)
- 1944: Das Geheimnis des Dr. Fletcher (Jungle Woman)
- 1944: Der Unsichtbare nimmt Rache (The Invisible Man’s Revenge)
- 1944: Weihnachtsurlaub (Christmas Holiday)
- 1944: Die Perle der Borgia (The Pearl of Death)
- 1944: Zigeuner-Wildkatze (Gypsy Wildcat)
- 1944: Intrigen am Broadway (Bowery to Broadway)
- 1944: Frankensteins Haus (House of Frankenstein)
- 1944: Unter Verdacht (The Suspect)
- 1944: Das Lied des goldenen Westens (Can’t Help Singing)
- 1945: Sudan
- 1945: Das Haus des Schreckens (The House of Fear)
- 1944: Die Frau in Grün (The Woman in Green)
- 1945: Die Dame im Zug (Lady on a Train)
- 1945: Onkel Harrys seltsame Affäre (The Strange Affair of Uncle Henry)
- 1945: Gefährliche Mission (Pursuit to Algiers)
- 1945: Die Liebe unseres Lebens (The Love of Ours)
- 1945: Draculas Haus (House of Dracula)
- 1945: Die Herberge zum Roten Pferd (Frontier Gal)
- 1946: Ich sing’ mich in dein Herz hinein (Because of Him)
- 1946: Juwelenraub (Terror by Night)
- 1946: Zwei Sprengstoffverkäufer (Little Giant)
- 1946: Tanger, Stadt der sieben Sünden (Tangier)
- 1946: Feuer am Horizont (Canyon Passage)
- 1948: Der beste Mann der Stadt (Good Sam)
- 1950: Zweikampf bei Sonnenuntergang (The Sundowners)
- 1950: Der Tiger von Texas (High Lonesome)
- 1951: In Rache vereint (The Great Missouri Raid)
- 1951: Am Marterpfahl der Sioux (Warpath)
- 1951: Die roten Teufel von Arizona (Flaming Feather)
- 1953: Flug nach Tanger (Flight to Tangier)
- 1955: Komödiantenkinder (The Seven Little Foys)
- 1955: Immer Ärger mit Harry (The Trouble with Harry)
- 1956: Der Berg der Versuchung (The Mountain)
- 1957: Schöne Frauen, harte Dollars (Beau James)
- 1957: Der Regimentstrottel (The Sad Sack)
- 1958: Hausboot (Houseboat)
- 1958: Der Koloss von New York (The Colossus of New York)
- 1968: Hängt ihn höher (Hang ’Em High)